# 白川みなみ
白川 みなみ（しらかわ みなみ、1979年5月21日 - ）は日本の元女優。本名、非公開。東京都立狛江高等学校卒業。
1998年『GTO』（関西テレビ）大島知佳子役でドラマデビュー。芸能事務所インセントに所属していたが、2003年11月以降はフリーとなる。
2006年9月より株式会社ヴィスタに所属。また2009年よりモデルエージェンシーのアイルにも登録し、小劇場での主役級女優、CMモデルなどとして活動している。
尚、現在の公式プロフィールでは生まれた年を公表しておらず、誕生日は5月21日となっているが、インセント所属時の生年月日は1980年12月21日になっていた。
2009年5月に入籍していたこと、妊娠していることを2010年6月に自身のBlogにて発表した。

## 出演

### バラエティ
- 日立 世界・ふしぎ発見!（2000年2月22日、TBS）

### テレビドラマ
- GTO（1998年7月7日 - 9月22日、関西テレビ） - 大島知佳子 役
- 花王 愛の劇場 ひなたぼっこ（1998年12月7日 - 1999年1月29日、TBS） - 笹塚弥生 役
- 美少女H2（1999年、フジテレビ）
- 美少女H3（1999年、フジテレビ）
- GTOドラマスペシャル（1999年6月29日、関西テレビ） - 大島知佳子 役
- 金曜エンタテイメント 抱きしめたい！世紀末スペシャル（1999年10月1日、フジテレビ）
- 金曜ドラマ Friends（2000年7月7日 - 9月15日、TBS）
- 東芝日曜劇場 オヤジぃ。 第1話（2000年10月8日、TBS）
- 木曜ミステリー 京都迷宮案内3 第10話（2001年4月19日、テレビ朝日） - 宮島真里 役
- 救命病棟24時 第2シリーズ 第9話（2001年8月28日、フジテレビ） - 西山有香 役
- 火曜時代劇 陰陽師☆安倍晴明〜王都妖奇譚〜（2002年7月2日 - 30日、フジテレビ）
- 湘南物語 第1話（2003年1月5日、フジテレビ）
- ほんとにあった怖い話 特別編 「影の同調」（2004年4月3日、フジテレビ） - 伊藤秀実 役
- ほんとにあった怖い話 「真夜中のサイレン」（2004年12月13日、フジテレビ）
- 東京タワー オカンとボクと、時々、オトン 第4話（2007年1月29日、フジテレビ） - ホステス：ユカリ 役
- 戦場のガールズライフ（2007年1月21日 - 、BSフジ・ホームドラマチャンネル） - 団地妻 役
- 24時間テレビ ドラマスペシャル 君がくれた夏 〜がんばれば、幸せになれるよ〜（2007年8月18日、日本テレビ） - 保母さん 役

### CM
- ブルボン アイスミントガム（1997年）
- マクドナルド お正月キャンペーン（1999年）
- マクドナルド チキンカツバーガー（1999年）
- 日本コカコーラ ファンタ・すっきりライチ（2000年）
- チョーヤ梅酒 梅酒紀州 春が来た（2002年）
- ヤマザキナビスコ RITZ（2002年）
- マクドナルド パストラミビーフサンド（広島限定）（2003年）
- ジョンソン スクラビングバブル 激泡バスクリーナー（2009年）

### 情報番組
- エクスプレス　サイコ・エクスプレス（心理テスト）（2000年2月、TBS）
- EYES 東京カワイイ★TV 「ゴスロリ進化系」（2008年9月17日、NHK総合）

### 映画
- 守ってあげたい!（2000年3月4日公開） - 牛尾衛子（二等陸士） 役
- 東京攻略 - Tokyo Raiders（2001年3月10日公開） - 早百合 役
- キックスタートマイライフ（2005年）
- 青いうた 〜のど自慢 青春編〜（2006年5月13日公開） - キャバ嬢 役
- HAGOROMO（2010年、第10回MOVIE-HIGH公開） - 羽衣（天女） 役

### 舞台
- 東京サンダンス 〜俺達の20世紀〜（2000年） - 岩崎素子 役
- 東京サンダンス 〜21世紀への伝言〜（2001年） - 岩崎素子 役
- コミックジャック（2003年7月2日 - 6日）
- 吉本興業プロデュース Fire〜空に、吠えろ〜（2004年11月2日 - 3日） - 主演・喜多川利恵 役
- チェリーボーイズ（2004年12月2日 - 12日）
- 吉本興業プロデュース 鎌倉熱気球（2005年5月2日 - 4日）
- 横丁のデカプリオ（2005年9月16日 - 25日） - 幼稚園の先生 役
- いれずみベービー 旗揚げ公演 THE NINJA STAR 〜五反田忍者危機一髪〜（2006年4月13日 - 16日） - 主演・エロス姫子 役
- いれずみベービー 第2回公演 宇宙で一番強い女 〜灼熱のキーロック〜（2007年4月25日 - 30日） - 主演
- いれずみベービー 第3回公演 爆裂!サイクロン学園 〜ドッキドキ円周率6.969…〜（2007年11月2日 - 11日） - 主演
- いれずみベービー 第4回公演 ザ・クレージーファンタジー 〜バスタードソードを使っちゃう女〜（2008年5月27日 - 6月1日） - 主演・大空小夢 役
- GOKAN。 13th performance 「REMAIN」（2008年12月10日 - 14日）
- いれずみベービー 第5回公演 ザ・バトルドクター伝説 〜愛と哀しみのカテーテル〜（2009年4月8日 - 12日） - 主演
- GOKAN。 14th Performance 「Deep sea Fish」（2009年7月10日 - 12日） - 留美愁子 役
- GOKAN。 15th Performance 「Under Water Over Revival」（2009年12月24日 - 27日） - 琴内 役

## 書籍

### 写真集
- ROSY（1999年4月20日、ぶんか社、撮影：上野勇）ISBN 9784821122684

### 雑誌
- 2008年、ベースボール・タイムズ 創刊号
- 2008年、ベースボール・タイムズ 2008年4月9日号

## DVD
- 『bLuE』（2001年11月7日発売、ポニーキャニオン）

## PV
- Friends 『このままずっと』（1997年）
- ロクセンチ 『my life your life』（2005年）
- ロクセンチ 『レイトショーを観にいこう』（2005年）
- 中村ジョー 『想像が現実を』（2009年）

## WEB・その他
- エニックス ゲームソフト『鈴木爆発』（2000年）
- タイトー ゲームソフト『ダライアス』 サウンドトラックムービー （2005年）
- インターネット無料ブロードバンド生番組「PRIDEひかり道～興奮編」 （2005年6月18日）
- EZアップチャンネル シネマコレクション『キミと映画をみた。』 （2005年7月28日）
- フジテレビ INFO CM「キリン樽生一番搾り」（2005年）
- 三菱電機 ルームエアコン霧ヶ峰ムーブアイ「ムーブアイNavi」（2009年）